# Poslanec
Poslanec je član zakonodajnega ali ustavodajnega parlamenta. Izraz izhaja iz starejšega slovenskega izraza odposlanec (sel, prenašalec sporočila), ki se navezuje na pomen predstavnikov ljudstva v državnih poslih.